# Hendrik III van Cuijk
Hendrik III van Cuijk was een edelman die leefde van 1200-1250. Hij was een zoon van Albert van Cuijk en Hadewych van Merheim en heer van Cuijk.
Hendrik trouwde omstreeks 1220 met nn. van Putten, en ze kregen de volgende kinderen:
- Agnes van Cuyk (ca. 1220-). Zij trouwde in 1240 met Rudolf I de Cock van Weerdenburg (De Chatillon) (1210-1280). In 1265 wordt hij heer van Hiern, Neerijnen, Oppijnen en Meteren. Hij bouwde in 1265 het Kasteel Waardenburg. Uit haar huwelijk werd geboren:
  - Rudolf II de Cock van Weerdenburg (-1316)
  - Hendrik de Cock
  - Gijselbert de Cock
  - Willem de Cock
- Alverardis van Cuijk (ca. 1224-)
- Jan I van Cuijk (1230-)

Later hertrouwde hij met Aleidis van der Aa. Ze kregen een kind:
- Willem van Cuijk (1240-)

Aleidis hertrouwde in 1254 met Willem I van Boxtel.